# Tetjušskij rajon
Il Tetjušskij rajon (in russo Тетюшский район?, in tataro: Тәтеш районы) è un municipal'nyj rajon della Repubblica Autonoma del Tatarstan, in Russia. Istituito nel 1930, occupa una superficie di 1 638 chilometri quadrati, conta 20 648 abitanti ed è suddiviso in una città e 20 comuni rurali. Il centro amministrativo è la città di Tetjuši. 
Il distretto si trova nella parte sud-occidentale del Tatarstan, lungo la riva destra del bacino di Samara, sulle alture del Volga. Il più grande fiume regionale è lo Svijaga.